# Las huellas imborrables
Las huellas imborrables es una novela de suspense de la escritora sueca Camilla Läckberg publicada en 2007 en Suecia con el título de Tyskungen. Es el quinto libro de la serie Los crímenes de Fjällbacka y se tradujo al español en 2011. 

## Argumento
En esta novela, al igual que en el resto de las novelas de la serie, las tramas del presente se entrelazan con las del pasado. El argumento del presente sigue la vida en Fjällbacka de los protagonistas, la escritora Erica Falck y el policía Patrik Hedström, a la vez que estos intentan resolver un crimen. Por su parte, el argumento del pasado explica hechos que resultan ser piezas importantes para poder explicar los crímenes de la actualidad. 

### Argumento del presente
Tras un año cuidando de su hija Maja, Erica vuelve al trabajo para escribir su nueva novela y Patrik toma el relevo de su cuidado cogiendo la baja por paternidad. Sin embargo, Erica trabaja desde casa y Patrik, no acostumbrado a encargarse de la niña, termina recurriendo a su mujer e impidiéndole trabajar. Además, le resulta complicado no poder ir a la comisaría a trabajar, sobre todo cuando Erik Frankel, profesor jubilado e historiador de la Segunda Guerra Mundial, es encontrado asesinado en el despacho de su casa. Según las primeras pruebas, Erik lleva muerto todo el verano. Los compañeros de Patrik, a los que se ha añadido una nueva policía, Paula Morales, comienzan la investigación. La investigación se centra en las amenazas recibidas por Erik y su hermano Axel de parte de la asociación neonazi los Amigos de Suecia, fundada por un amigo de la infancia de los hermanos, Frans Ringholm. Esta asociación considera que los hermanos Frankel eran una amenaza para su incursión en la política porque tanto Erik como Axel han dedicado su vida a hacer una crónica de lo que pasó durante el nazismo. 
Así mismo, Erica encuentra en el desván de su casa unos diarios de su madre Elsy y una camisa de bebé manchada de sangre y que envolvía una medalla nazi. A través de los diarios, Erica descubre que su madre no era como ella la conoció, fría y distante, sino que en su juventud había sido cálida y alegre. Curiosa por todo ello, la escritora le llevó la medalla a Erik poco antes de que fuera asesinado para que el experto en nazismo intentara decirle qué era y qué relación podría tener con su madre, aparentemente ajena al régimen. Siguiendo con su investigación, descubre que Erik, Axel, Frans y Britta Johansson eran amigos de su madre, por lo que va a hablar con ellos, pero todos parecen ocultar algo. Al visitar a Britta descubre que esta tiene Alzheimer y que algo que ocurrió en el pasado y que ha permanecido oculto amenaza con salir a la luz. La anciana es asesinada en su casa y los policías comienzan a pensar que tal vez ese secreto del pasado tenga algo que ver con los crímenes que están sucediendo. 

### Argumento del pasado
Los flashbacks al pasado narran la vida de Elsy Moström (madre de Erica), Erik y Axel Frankel, Frans Ringholm y Britta Johansson durante su adolescencia. Lo hacen a través de los diarios de Elsy, escritos desde 1943 hasta el final de la guerra. 
El padre de Elsy, pescador, dejaba que Axel utilizara su barco para llevar alimentos, información y medicinas de contrabando a Noruega, que se encontraba ocupada por los nazis. Sin embargo, un día le tendieron una trampa y los alemanes le detuvieron y llevaron a los campos de concentración de Grini, a las afueras de Oslo y de Sachsenhausen, en Alemania. En estos campos, Axel sufre abusos y agresiones que le dejan traumatizado, pero consigue volver a casa tras la guerra. 
Poco tiempo después, un joven de la resistencia noruega llamado Hans Olavsen se esconde en el barco del padre de Elsy para poder escapar a Suecia. Los Möstrom permiten que el joven se quede en el sótano de su casa mientras encuentra la forma de ganarse la vida. La joven Elsy de quince años se enamora de Hans, de diecisiete. Comienzan un romance hasta que Hans la abandona y ella no vuelve a saber de él.
Por otra parte, se deja ver que Britta está enamorada de Frans pero este no le corresponde porque está enamorado de Elsy. Por otra parte, el joven resulta ser violento y oscuro y es durante esta época cuando comienza su proceso de radicalización, a causa de las ideas y la influencia de su padre, partidario del régimen nazi.

## Personajes
- Erica Falck: Protagonista de la novela. Escritora. Tras su baja por maternidad vuelve al trabajo, pero comienza a interesarse por el pasado de su madre Elsy, de la que tenía una imagen fría y distante.
- Patrik Hedström: Marido de Erica y policía que investiga los crímenes de Fjällbacka. Toma el relevo a Erica cuidando de su hija Maja mientras Erica vuelve al trabajo, pero se le hace difícil dejar a un lado el nuevo caso y termina por involucrarse.
- Erik Frankel: Historiador de la Segunda Guerra Mundial y profesor de Historia jubilado. Es asesinado en su despacho durante el verano. Este crimen es el principal de la novela. Fue amigo de la madre de Erica durante su juventud en la Suecia de la Segunda Guerra Mundial.
- Axel Frankel: Hermano mayor de Erik. Se dedica a buscar justicia por los crímenes cometidos por los nazis buscando a aquellos que huyeros tras la guerra y han permanecido ocultos. Durante su juventud se encargaba de llevar documentación, alimentos y medicinas de contrabando a la Noruega ocupada.
- Frans Ringholm: Amigo de la infancia de Erik, Elsy, Britta y Axel. Pertenece a la asociación nazi los Amigos de Suecia, que busca recuperar los ideales del nazismo. Su nieto Per parece querer seguir sus pasos. Sin embargo, su hijo Kjell, periodista, se opone a sus ideas y se ocupa de desprestigiar la imagen de su padre y la asociación en el periódico para el que trabaja.
- Britta Johansson: Amiga de la infancia de Erik, Elsy, Frans y Axel. Padece Alzheimer y es asesinada en su cama.
- Elsy Moström: Madre de Erica y Anna. Durante su adolescencia escribe unos diarios en los que narra su vida durante la Segunda Guerra Mundial y en los que relata cómo se enamora del joven Hans Olavsen. Estos diarios les permiten a Erica y a Anna descubrir una nueva imagen de su madre.
- Martin Molin: Policía compañero de Patrik. Durante la baja de paternidad de Patrik es él quien debe hacerse cargo de la investigación. Su mujer Pia está embarazada.
- Paula Morales: La nueva policía compañera de Patrik. Viene de Estocolmo pero emigró junto a su madre Rita de Chile. Su pareja Johanna está embarazada.
- Bertil Mellberg: El jefe de la comisaría donde trabaja Patrik. Adopta un perro llamado Ernst y comienza una relación con Rita, la madre de Paula.
- Gösta Flygare: Policía compañero de Patrik.
- Anna Falck y Dan: Hermana y cuñado de Erica y Patrik. Se acaban de mudar juntos y deben hacer frente a los conflictos de la convivencia y la unión de dos familias, pues ambos tienen hijos de otros matrimonios.
- Kristina: Madre de Patrik y antigua amiga de Elsy.
- Hans Olavsen: Adolescente perteneciente a la resistencia noruega que se esconde en el barco del padre de Elsy para poder escapar de Noruega. Los padres de Elsy le permiten quedarse en su casa y se enamora de la joven.

## Adaptaciones
La miniserie Los crímenes de Fjällbacka (Fjällbackamorden en V. O.), emitida entre 2012 y 2013, adapta las novelas de esta serie de libros de Camilla Läckberg.